# Processus de traduction
 (juin 2011).
- Si vous ne connaissez pas le sujet, laissez ce bandeau (vous pouvez alors contacter les auteurs).
- Si vous supprimez le contenu mis en cause (vous pouvez préalablement contacter les auteurs),

argumentez précisément cette suppression dans la page de discussion
(un manque de référence n'est pas un argument ; une recherche réelle de référence doit avoir été effectuée, être formellement documentée).
On entend par processus de traduction tout processus, y compris non verbal, qui mène un texte de départ à son actualisation dans le même code ou dans un code différent (texte d’arrivée). Dans la chaîne de communication, il représente la phase de décodage et d’encodage d’un message d’une langue à l’autre (ou d’un langage à un autre), en passant obligatoirement par un langage intermédiaire. Les conséquences du processus de traduction sont l’encodage du message dans le texte d’arrivée et sa réception.

## Les implications du langage «intérieur»
Dans les années trente, Vygotski a expliqué que le langage « intérieur » que nous utilisons pour penser et pour formuler un texte verbal est un code non verbal. Ce simple fait donne beaucoup à penser en ce qui concerne le processus de traduction, puisqu’il semble très probable que les trois types de traduction pensés par Jakobson (intralinguale (ou reformulation), interlinguale (traduction à proprement parler) et intersémiotique (ou transmutation) ; 1959) seraient en réalité à comprendre comme les différentes faces d’un même procédé qui serait seulement en apparence interlingual. Dans la traduction réelle, il y a des processus intersémiotiques à la fois lors de la déverbalisation du texte de départ, pendant la phase de compréhension (la « volatilisation dans la pensée » de Vygotski) et lorsqu’il est traduit en concepts mentaux par le traducteur, à la fois lors de la reverbalisation dans le texte d’arrivée, où ces concepts sont actualisés. 
Bien que le travail de Peirce ne soit pas très apprécié par l’école de Tartu, et bien que la sémiotique locale tende plus à se fonder sur Morris et sur ses dérivations lotmaniennes (sémiotique de la culture) et si on considère que le concept d’ « interprétant » - idée qui sert de lien entre le signe perçu et l’objet auquel la sémiosis (processus de signification) renvoie – on se rend compte qu’il est fait du même matériau non verbal que le langage « intérieur ». À la suite de cette hypothèse, on peut mettre sur le même niveau le concept signe-interprétant-objet et celui de texte de départ-traduction-texte d’arrivée, où « traduction » s’entend comme le translatant de Peirce ; où traduction n’est pas utilisée comme « mot du texte d’arrivée par lequel est traduit un mot du texte de départ », mais plutôt en tant qu’idée qui se forme dans l’esprit du traducteur et qui fonctionne comme un lien entre le texte original et le texte traduit.
Le fait d’ajouter un pôle « mental » au processus de traduction a des conséquences évidentes, c’est pourquoi Youri Lotman (1994) exclut totalement la possibilité d’une traduction inversée – c’est-à-dire une retraduction vers la langue de l’original – et parle expressément de la traduction comme évolution du signifié, et non comme une équivalence.
Le langage « intérieur », qui est comme un code machine du cerveau, remplit une double fonction : il est le langage dans lequel sont exprimées les pensées, mais aussi la matière première dont sont faites les applications qui déclenchent les opérations de verbalisation et de déverbalisation. Le langage intérieur est un métalangage traductif d’intermédiation entre le texte verbal d’origine et le texte verbal traduit. C’est le code qui permet la traduction, avec chaque composante qu’elle comporte : interlinguale, intralinguale et intersémiotique.

## Traduction totale et non absolue
Bien que désormais, la traductibilité absolue soit considérée comme impossible, c’est-à-dire que la possibilité qu’il découle d’un texte d’arrivée donné, à travers un processus de traduction, un texte de départ qui soit équivalent au premier, totalement dépourvu de perte d’information ou d’ajout de sens, bien peu de théories tiennent compte de l’intraductibilité relative et prévoient des stratégies de compensation. D’après la vision de la traduction totale de Peeter Torop (en), à laquelle Firth dans son essai "Linguistic analysis and translation" (1956) attribuait le sens de « description exhaustive d’une certaine langue […] Cette traduction totale ne peut absolument pas être une traduction complète d’un point de vue théorique ». On ne peut décider de privilégier une traduction plutôt qu’une autre, mais chercher à comprendre quelles parties de la culture émettrice ont été traduites, et à l’inverse quelles sont les pertes d’information. On reconnaît bien la trace de l’enseignement de Quine : à partir de l’indétermination de la traduction, on arrive à l’indétermination de la traductibilité. Étendre le spectre d’observation du seul texte verbal issu du processus de traduction à toutes les traces qui sont présentes dans un texte d’une culture différente et qui le sont aussi dans la culture réceptrice permet de constater non seulement le rendu verbal textuel d’une traduction, mais également tous les indications sur ce texte disséminées dans une culture réceptrice donnée.
Il est très difficile de se faire une idée directe d’un texte à proprement parler, sans penser aussi à ce que Torop et Popovic appellent les « métatextes ». Cette coïncidence ne concerne pas seulement les stratégies de traductions qui se superposent à la traduction totale, c’est une constante universelle. Dans n’importe quelle traduction, l’auteur décide d’expliciter tel ou tel élément du texte de départ, de manière consciente ou non, alors que dans certains cas, il est simplement contraint à le faire pour des raisons linguistiques. Ces choix, qui comportent une grande partie de subjectivité, sont sources de débat durant la phase suivante, la phase de révision, lorsque les choix linguistiques du traducteur sont mis en doute par le réviseur. Inutile de préciser que les traductions qui en découleront seront aussi nombreuses que les interprètes du texte, chacun se concentrant sur une certaine dominante, ou alors décidera d’adopter une stratégie de traduction dictée par ses propres critères de traductibilité, et il sera nécessairement contraint de sacrifier certaines caractéristiques du texte de départ pour réussir à rendre les autres. L’existence même de la structure du texte présuppose qu’on y trouve une hiérarchie de plans. Généralement, durant la conception du texte, il existe déjà dans l’esprit de l’auteur un élément dominant autour duquel gravitent une constellation d’éléments importants mais secondaires. À cette conception de processus de traduction s’ajoutent une variété d’autres phénomènes distincts de la présence du texte de départ et du texte d’arrivée, d’un processus de transformation ou de la présence d’une composante variante ou invariante.

## Un modèle unique
Un des principaux problèmes méthodologiques des sciences de la traduction est l’élaboration de principes pour classer les différents types de traduction sur la base d’une conception unique du processus de traduction. Dans cette optique, le processus de traduction se révèle être le principal objet d’étude de la science de la traduction. 
La base conceptuelle de ce travail réside dans la conviction que la traduction interlinguale (textuelle), intralinguale (métatextuelle), intersémiotique (extratextuelle), intertextuelle et intratextuelle peut être décrite sur la base d’un seul modèle de processus de traduction, et qu’en définitive, il faille des présupposés pour décrire la culture comme processus global de traduction totale. À son tour, cette perspective permet de mieux comprendre les mécanismes de la culture. 
En ce qui concerne les sciences de la traduction, le modèle universel du processus de traduction peut servir de base à la description, que ce soit pour la totalité de la traduction ou pour des traductions spécifiques. Mais un processus de traduction, même s’il est conçu de façon universelle, conserve en un sens son caractère concret, puisqu’au début et à la fin de ce processus, sous une forme ou une autre, il y a toujours un texte. Sur la base d’un rapprochement entre texte de départ et texte d’arrivée, une reconstruction concrète du processus de traduction devient possible. D’un point de vue méthodologique, en relation avec les différentes actualisations du processus de traduction, surgit le problème de la comparaison et de la typologie des différentes traductions sur la base d’un modèle spécifique. Et du point de vue de la méthode, il est important que lors de la formation des traducteurs, il soit possible de choisir entre différentes stratégies ou méthodes de traduction.
Un article sur le processus de traduction demeure très abstrait et d'aucune utilité pour le lecteur s'il n'est pas illustré par un organigramme à titre d'exemple concret de ce qui se vit sur le terrain. Pour cela, référez-vous aux liens externes contenus dans cet article.

### En français
- JAKOBSON, R. (1963 et 1973), Essais de linguistique générale, vol. I et II, Paris, Minuit.
- JAKOBSON, R. (1976), Six leçons sur le son et le sens, Paris, Minuit.
- PEIRCE, C. S., 1978, Écrits sur le signe, rassemblés traduits et commentés par G. Deledalle, Paris, Le Seuil (coll. L’ordre philosophique)
- LJUDSKANOV, A., Traduction humaine et traduction mécanique, Paris, Centre de linguistique de l’université Paris VI documents de linguistique quantitative No 2 No 4, in-8, broché. Deux tomes 58pp. et 148pp.
- VYGOTSKI, L., Pensée et langage (1933) (traduction de Françoise Sève, avant-propos de Lucien Sève), suivi de « Commentaires sur les remarques critiques de Vygotski » de Jean Piaget, (Collection « Terrains», Éditions Sociales, Paris, 1985) ; Rééditions : La Dispute, Paris, 1997.
- LOTMAN, Youri, La Sémiosphère, PULIM, 1999 (extrait de L'Univers de l'esprit, université de Tartu, 1966). Traduction d'Anka Ledenko

### En anglais
- FIRTH, J. R.,  Linguistic analysis and translation, in Selected Papers of J. R. Firth 1952-59, Bloomington, Indiana University Press, 1956.
- JAKOBSON, R.,  The dominant, in Language in Literature, Cambridge (Massachusetts), Belknapp Press - Harvard University Press, 1987.
- PEIRCE, C. S., The Collected Papers of Charles Sanders Peirce, Cambridge (Massachusetts), Harvard University Press, 1958.

### En italien
- A. Lûdskanov, Bruno Osimo (a cura di), Un approccio semiotico alla traduzione. Dalla prospettiva informatica alla scienza traduttiva, Milan, Hoepli, 2008.
- A. Popovič, Bruno Osimo (a cura di), La scienza della traduzione. Aspetti metodologici. La comunicazione traduttiva, Milan, Hoepli, 2006.
- P. Torop, Bruno Osimo (a cura di), La traduzione totale, Milan, Hoepli, 2010.